# 昭和47年7月豪雨
昭和47年7月豪雨（しょうわ47ねん7がつ ごうう）は、1972年（昭和47年）7月に発生した水害（豪雨災害）。
この名前は、気象庁によって7月3日から7月13日までとして命名されたためその期間での災害を中心に記載するが、気象庁ホームページを参照し一部は台風による7月15日の豪雨も合わせて記載する。

## 概要
「昭和47年6月6日から7月13日までの断続した豪雨等による災害」として激甚災害指定された。
この水害は梅雨前線の位置によって各地で発生した。6月から始まった梅雨は九州の一部で洪水災害を引き起こしたが一旦止まり、7月2日から降りだした梅雨により全国で洪水災害および土砂災害が発生し、7月19日に全国的に梅雨明けとなる。気象庁が命名した期間である7月3日から7月13日までの主な災害は以下のとおり。
- 7月5日 : 高知で土砂崩れ
- 7月6日 : 熊本で山津波（いわゆる天草大水害）
- 7月7日 : 静岡で土砂崩れ
- 7月8日 : 秋田で洪水
- 7月9日 : 青森・山形で洪水
- 7月10日 : 福岡・佐賀・広島で山崩れ、長野で洪水
- 7月11日 : 島根で洪水、広島・岡山で山崩れ、
- 7月12日 : 山口で洪水およびがけ崩れ、東京で洪水、神奈川で山崩れ
- 7月13日 : 愛知・岐阜で洪水および山崩れ

これらのうち、前半は気流や他の低気圧との接触により、後半は特異な台風形態の影響により、梅雨前線が活発となったことで豪雨災害となった。洪水被害は河川のみならず島根宍道湖の堤防が決壊した。土砂災害においては、表層の砂や泥の流出だけではなく崖錐の崩壊が全国的に見られ、これが熊本天草諸島及び高知で多大な人的被害を出してしまうことになった。豪雨は沿岸沿いよりも、山間部や河川の上流あるいは中流域で起こった事例が多かった。
なおこの災害において、特に降水量があった場所の一つである島根県のデータが一部水没により計測不能となったことから、各気象記録の最大値は不確かなものとなっている。
7月7日に発足した第1次田中角栄内閣にとっては発足早々の大規模災害となった。

## 降水
梅雨前線の位置と起こった災害箇所により、7月3日から6日まで/7日から9日まで/10日から13日まで/14日から15日まで、の4つに分類し、それに気象庁が公開している各市町村の最大1日降水量を記録した日付で振り分けて表記する。印はが300mm以上、が200mm以上、が100mm以上、がそれ以下を示す。
| 7月2日 : 中国大陸黄河下流で発生した低気圧は北東の黄海上へ進み、九州で雨が降り出す。 | |
| 3日から6日まで 低気圧は梅雨前線を伴ってさらに北東方向へ進み、この移動最中に南西海上から暖湿気流が流れ込んだことから、九州の特に中九州を中心とした地域と高知県で局地的な大雨となった。この期間だけの降水量で500mmから800mmを記録している。                                                                       | 7日から9日まで 梅雨前線は日本海北西部へと到達。この時、日本海上で低気圧が発生し東北東方向へ進んだことにより梅雨前線と接触・通過しこれに幾つかの低気圧も続いたことにより、北日本特に秋田県を中心とした地域で大雨となった。 |
| 10日から13日まで 梅雨前線は南下し、本州南岸に停滞した。この時、日本南海上に台風6号・台風7号・台風8号があり、藤原の効果が起きていた。この台風群が梅雨前線を刺激したことにより活発となって西日本全域から関東地方にかけて大雨となった。この期間だけの降水量で400mmから600mm、一部の山間部では1,000mmまでに達した。 | 14日から15日まで このころ日本南海上に台風9号も存在し、日本南海上に6号から9号と4つ台風が存在していた。この中で台風7号が一番勢力が強く、これら台風群の藤原効果に最も影響を与えていた。15日20時頃、これらの影響により台風6号が知多半島に上陸、これにより東海・関東で大雨が降ることになった。一方でこの台風6号は梅雨前線を押しやったことで九州は梅雨明けとなった。 |

ちなみにこの時の台風のうち、昭和47年台風第7号は日本観測史上最も長寿台風、昭和47年台風第9号は4番目の長寿であり、台風9号も7月23日日本上陸し暴風雨被害をだすことになる。

## 被害
|      | 自治体 | 死者 (人) | 行方不明 (人) | 負傷 (人) | 全・半壊 (戸) | 流失 (戸) | 罹災世帯数 | 山/崖崩れ (個所) | 備考 |
| ---- | ------ | --------- | ------------- | --------- | ------------- | --------- | ---------- | ---------------- | ---- |
| 九州 | 福岡   | 13        | 1             | 13        | 82            |           | 4309       | 756              |      |
| 九州 | 佐賀   | 3         |               | 17        | 39            |           | 1140       | 320              |      |
| 九州 | 熊本   | 117       | 5             | 156       | 671           | 265       | 4946       | 893              |      |
| 九州 | 大分   | 1         |               | 5         | 6             |           | 10         | 23               |      |
| 九州 | 長崎   | 5         |               | 16        | 35            |           | 503        | 318              |      |
| 九州 | 宮崎   | 5         | 4             | 12        | 42            |           | 63         | 63               |      |
| 九州 | 鹿児島 | 2         |               | 10        | 150           | 67        | 960        | 40               |      |
| 四国 | 高知   | 58        | 2             | 8         | 13            |           | 545        | 121              |      |
| 四国 | 愛媛   |           |               |           |               |           |            | 4                |      |
| 四国 | 徳島   | 1         |               |           | 7             |           | 61         | 49               |      |
| 中国 | 広島   | 31        | 8             | 48        | 354           | 85        | 13750      | 266              |      |
| 中国 | 島根   | 25        | 3             | 40        | 497           | 79        | 13598      | 1075             |      |
| 中国 | 山口   | 16        | 1             | 25        | 27            | 10        | 6982       | 292              |      |
| 中国 | 岡山   | 14        | 1             | 17        | 137           | 22        | 3070       | 206              |      |
| 中国 | 鳥取   |           |               | 1         | 1             |           | 212        | 314              |      |
| 近畿 | 大阪   |           | 2             | 2         | 9             |           | 3056       | 154              |      |
| 近畿 | 京都   | 7         | 1             | 5         | 24            |           | 143        | 377              |      |
| 近畿 | 兵庫   |           |               |           | 16            |           | 66         | 214              |      |
| 近畿 | 滋賀   | 1         |               | 5         | 2             |           | 31         | 58               |      |
| 近畿 | 奈良   | 1         |               | 3         | 5             |           | 35         | 70               |      |
| 近畿 | 和歌山 | 1         |               |           | 5             |           | 81         | 90               |      |
| 東海 | 愛知   | 59        | 7             | 49        | 152           | 30        | 1873       | 106              |      |
| 東海 | 三重   |           |               |           |               |           | 2          | 33               |      |
| 東海 | 岐阜   | 23        | 4             | 60        | 86            | 3         | 637        | 175              |      |
| 東海 | 静岡   | 2         | 1             | 7         | 27            | 5         | 62         | 86               |      |
| 北陸 | 福井   |           |               |           | 1             |           | 153        | 102              |      |
| 北陸 | 石川   |           |               |           | 4             |           | 2          | 1                |      |
| 北陸 | 富山   |           |               |           | 1             |           | 50         | 19               |      |
| 甲信 | 長野   | 4         | 1             | 7         | 15            | 2         | 95         | 13               |      |
| 甲信 | 山梨   | 1         |               |           | 2             |           | 8          | 2                |      |
| 関東 | 神奈川 | 6         | 3             | 16        | 42            | 22        | 762        | 27               |      |
| 関東 | 東京   |           |               | 2         | 6             | 2         | 873        | 36               |      |
| 関東 | 千葉   |           |               |           |               |           | 39         | 1                |      |
| 関東 | 埼玉   |           |               |           |               |           |            |                  |      |
| 関東 | 茨城   |           |               |           |               |           |            | 2                |      |
| 東北 | 秋田   |           |               | 3         | 7             | 6         | 5363       | 119              |      |
| 東北 | 青森   | 1         |               |           |               | 2         | 171        | 9                |      |
| 東北 | 岩手   |           |               |           |               |           | 4          | 4                |      |
| 東北 | 山形   |           |               | 1         |               |           | 21         | 25               |      |
|      | 北海道 |           |               |           | 2             |           | 46         | 1                |      |
|      | 合計   | 396       | 44            | 534       | 2483          | 600       | 61942      | 6300             | ママ |
|      |        | 死者      | 不明          | 負傷      | 全・半壊      | 流失      | 罹災世帯   | 崖崩れ           |      |

| 九州 | 鹿児島 | 菱刈町 宮之城町 大口市 |
| 九州 | 宮崎   | えびの市 |
| 九州 | 熊本   | 人吉市 城南町 松橋町 小川町 甲佐町 栖本町 御船町 富合町 八代市 龍ヶ岳町 倉岳町 松島町 姫戸町 豊野村 球磨村 坂本村 嘉島町 中央村 熊本市                                               |
| 九州 | 佐賀   | 佐賀市 |
| 九州 | 福岡   | 高田町 飯塚市 穂波町 太宰府町 方城町 稲築町 香春町 北九州市 |
| 四国 | 高知   | 土佐山田町 野市町 安芸市 |
| 中国 | 山口   | 楠町 川上村 山口市 小郡町 小野田市 徳地町 |
| 中国 | 島根   | 三隅町 川本町 桜江町 邑智町 江津市 大和村 益田市 松江市 浜田市 出雲市 羽須美村 宍道町 斐川町 平田市 日原町 柿木村 六日市町 加茂町 大田市 木次町 匹見町                               |
| 中国 | 広島   | 三次市 吉舎町 作木村 三良坂町 神石町 甲奴町 上下町 高宮町 大朝町 千代田町 比和町 西城町 加計町 庄原市 東城町 総領町 戸河内町 吉田町 甲田町 豊平町 口和町 油木町 君田村 世羅町 高陽町 |
| 中国 | 岡山   | 建部町 高梁市 佐伯町 矢掛町 備中町 哲多町 柵原町 久米町 北房町 成羽町 落合町 新見市 川上町 鏡野町 岡山市 津山市 御津町 哲西町 有漢町 吉井町 旭町                                     |
| 近畿 | 大阪   | 大東市 門真市 東大阪市 八尾市 |
| 東海 | 愛知   | 小原村 豊田市 藤岡村 足助町 |
| 東海 | 岐阜   | 明智町 瑞浪市 |
| 東海 | 静岡   | 小山町 |
| 関東 | 神奈川 | 山北町 |
| 東北 | 秋田   | 二ツ井町 能代市 角館町 森吉町 西仙北町 合川町 |

以下、各地方ごとに主だった被害状況を示す。

### 九州
九州での主な災害は、7月6日に発生した熊本県の球磨地方・天草諸島を中心とした豪雨と、7月12日午後からの九州北部での豪雨と、2つに分けられる。これらの中には1968年（昭和43年）えびの地震により被害があったあるいは地盤が緩んだところ、前年の1971年（昭和46年）8月台風19号により被害にあったところ、直前の6月梅雨前線による大雨で洪水被害にあったところもある。
天草大水害
この災害は天草地方の上島つまり天草市・上天草市で土砂災害が発生した。特に姫戸町つまり上島の上天草市側で死傷者を多く出してしまうこととなった。
上島は雲仙天草国立公園内にあり八代海の中にある島であるが、そのほとんどが山林しかも急峻な傾斜地が多く、市街地・集落はその山々麓の海岸沿いにあたる狭い平野部に点在している。7月6日、朝から大雨が降り続け10時頃にピークとなり、特に龍ヶ岳町・倉岳町そして姫戸町を集中豪雨が襲った。最大1日降水量432mm、3時間降水量は255mm（6日10時-13時）。最大1時間降水量は、龍ヶ岳町西浦6日12時台に130mm、栖本町湯船原6日11時台に78.0mm。
これにより山崩れや土石流が発生し、海岸部の民家を襲った。場所によっては数m規模の巨石が流送され、集落まるごと土砂に飲み込まれた。死者122人（123人とも）、負傷者311人、被害額480億円にものぼった（熊本県公表）。こうした中で、姫戸小学校牟田分校では校舎が山津波に襲われたものの、教員6人・生徒64人全員が適切な判断により避難し助かった。
南九州
球磨地方では、7月4日昼ごろから降り始めた雨が6日まで続いた長雨となり、球磨川流域で被害が出ている。球磨川はこの前年である1971年8月水害にあっており、2年連続での豪雨被害となった。この年の被害数は、家屋損壊64戸・床上浸水2,447戸・床下12,164戸（国交省公表）。
6日の強烈な豪雨により、真幸駅近くで大規模な山崩れが起こり、これが泥流状となって土石流となり白川下流にながれ流域の民家を飲み込んだ。
川内川は、その前年である1971年8月で洪水被害にあい、更にこの水害がある前月である1972年6月18日梅雨前線により洪水があったところへ、7月6日のこの洪水となった。この7月豪雨では中流域で特に被害にあい、鹿児島県宮之城町湯田（現さつま町湯田）で家屋流出114戸となり（国交省公表）、宮之城温泉では旅館が流出している。
阿高・黒橋貝塚
国の史跡に指定されている「阿高・黒橋貝塚」のうち、黒橋貝塚は、この時の豪雨で氾濫した緑川水系浜戸川が水田をえぐったことにより発見された。
九州北部
この地域でも前年である1971年に太宰府を中心に洪水被害にあっている。1972年7月頭から降り始めた雨は長引き、7月10日からピークに入り12日昼ごろから災害が発生した。最大1時間降水量は、飯塚市63.5mmが最も大きい。
遠賀川や御笠川、松浦川・六角川など福岡および佐賀の河川は氾濫し浸水被害が発生した。被害は、遠賀川水系で死者1人・負傷者7人・家屋全壊7戸・半壊27戸・流失1614戸・浸水4212戸（国交省公表）、六角川水系で家屋損壊6戸・浸水3,991戸（国交省公表）など。また、東松浦半島や北九州市の住宅地など福岡および佐賀で土砂災害が発生した。

### 四国
四国での主な災害は、7月5日に発生した高知県での集中豪雨によるものであり、一連の災害で最初に起きたものである。
高知では4日午後から強い雨が断続的に降り、まず県中部で次に県東部へ豪雨域が移り、これが6日昼前まで続いた。県中部の土佐山田町天坪（現香美市）で最大1時間降水量95.5mm（5日5時台）最大24時間降水量742mm（4日9時から）、県東部の安芸市奈比賀で最大1時間降水量90.0mm（6日1時台）最大24時間降水量410mm（5日9時から）を記録している。
こうした中で5日10時55分ごろ、土佐山田町繁藤地区で60人もの死者行方不明者を出す土砂災害が発生した。

### 中国
中国地方での主な災害は、記録的な降水量となった島根県での被害と、中国山地付近での災害に分けられる。中国地方での降り始めは7月9日であり以降断続的に降り、7月11日に最大となり、7月12日まで続いた。
島根
この地方で江の川などは、前年である1971年（昭和46年）の洪水被害にもあっており、そこへ1972年6月からの梅雨から続いて7月の豪雨災害につながった。
この時島根で記録的な雨量となったが、松江地方気象台の観測所において県内の1/3が水没により観測不能となったことから、精度の高いデータが残っていない。島根県内を流れる主要河川である江の川・斐伊川・高津川など軒並み氾濫し多大な浸水被害が起こった。県内の被害状況は、死者行方不明者28人・家屋全壊637戸・流出95戸・半壊1206戸・床上浸水10,905戸・床下25,291戸（松江地方気象台公表）。
この大雨により県東部の斐伊川をはじめとする河川洪水が起こっただけでなく、その河川水が流れ込む宍道湖の堤防が決壊し、その周辺は1週間にわたり浸水し、死者11人・家屋浸水約25,000戸をだした（国交省公表）。さらにこの影響で宍道湖南西端にある出雲空港も浸水し、10日間全面閉鎖、210日間夜間閉鎖となった。
気象庁が公開している各市町村データでは、浜田市を中心とした県西部の方が降水量が多く、沿岸部や江の川・高津川流域の各市町村で被害が拡大し、災害救助法が適用されている。土砂災害も起きており、浜田市立第四中学校では裏山が崩壊し、体育館およびプールを倒壊・埋没した。また、益田市沖の高島は大きな被害を受け、1975年（昭和50年）3月、対岸の同市土田町に全住民が集団移転して無人島となった。
山口
山口県内では山口市が11日に多い雨量を記録しており、最大1日降水量297.0mm・最大1時間降水量61.0mmとなった。県中部を流れる佐波川や広島との県境付近を流れる小瀬川で洪水災害が発生している。
中国山地
広島・岡山では、瀬戸内海側ではなく内陸の県北側での被害が大きくなった。11日の1時間降水量は、広島・岡山共に県北で最大240mmに達している。
両県ともに内陸部を流れる一級河川で洪水被害が相次いだ。江の川は下流が島根・上流が広島県北と2県にまたがる河川であり、この豪雨により、広島県三次市を中心とした上流域で洪水被害が発生した。岡山においては三大河川である旭川・吉井川・高梁川の上流域で洪水となった。
土砂災害も多数起こった。広島では芸備線西三次駅-志和地駅間が山崩れで不通となり、総領町黒目地区では土砂災害により県道24号（現在の国道432号）が不通となった。岡山では2,034箇所、うち勝山町500箇所・中央町324箇所・勝央町200箇所、最も被害が大きかったのが12日6時に発生した新見市上市地区の4万m3もの崩壊土砂を生んだ災害である。
被害状況は、広島で死者行方不明者39人・負傷者105人・家屋被害19,208戸（広島県公表）、岡山で死者16人・負傷者43人・家屋全壊270戸・半壊1,000戸・床上浸水3,588戸・床下13,633戸（岡山県公表）。

### 近畿
近畿地方においては、特に顕著だったのが東部大阪地域である。死者は出なかったものの、全壊家屋23戸・半壊42戸・床上浸水6,186戸・床下40,346戸と多大な被害をだしている（大阪府公表）。この浸水被害について、国や地方公共団体の河川管理に瑕疵があったとして1973年1月に大東市の住民が大東水害訴訟を起こした（最高裁で住民側の請求は棄却）。
また、京都でも府内全域で死者8人・負傷者17人・家屋被害5,036戸もの被害をだしている（京都府公表）。
その他、琵琶湖で湖水上昇により浸水被害を出したり、淀川水系河川で洪水被害を出している。

### 中部
中部地方において特に被害を出したのは、愛知県豊田市から岐阜県境付近である。東海地方も同様に7月9日ごろ梅雨前線が停滞し、7月12日夜半から13日未明からピークとなった。その後、7月15日夜以降は台風6号により被害が拡大することになる。
愛知・岐阜県境
この期間中、矢作川流域小原村（現豊田市）を中心とした西三河地方および岐阜県東濃地方で局地的な集中豪雨が発生し、洪水および土砂災害で多数被害を出すことになった。愛知での12日夜から14日朝までの期間降水量は458mm、
特にこの流域は過去に水害はあったものの土砂災害は小規模なレベルで発生したのみだったため住民にとっては初めての経験となり、その中心である猿投山などで山崩れが起こり麓の民家を襲った。愛知県側では名鉄三河線・名鉄挙母線が、岐阜県側では東濃鉄道駄知線が不通となり、駄知線は土岐川の鉄橋が流出するなどしたため、この復旧費用がかさむことが主因となって全線廃止となった。
愛知で死者行方不明者68人・全壊家屋271戸（愛知県公表）、岐阜で死者27人（岐阜県公表）。
岐阜・福井県境
岐阜では北陸寄りの山間部も被害にあっている。7月11日若狭湾にあった雨雲が南下したことにより11日夜にかけて県北部から中部つまり揖斐川・長良川・飛騨川の上流域にかけて強い雨が降ることになった。ただ愛知岐阜県境に比べて被害が小さかった。
諏訪盆地
7月10日、長野県諏訪市つまり諏訪湖南側で洪水および土砂災害が起こっている。被害状況は、死者4人・負傷者8人・家屋全壊6戸・半壊28戸・家屋浸水518戸。
静岡
静岡県内では小山町で唯一災害救助法が適用されているが、詳細は下記関東の項で記載する。また県内の河川はこの梅雨豪雨ではなく、7月15日からの台風6号による豪雨で洪水が発生している。

### 関東
この地方では12日の局地的な豪雨により被害が発生したものの、15日からの台風6号による被害の方が大きく、ほとんどのハザードマップ等の履歴にも梅雨ではなく台風によるものとして記載されている。
丹沢山地
この梅雨豪雨によって丹沢山地の特に西丹沢、酒匂川の上流域に集中豪雨が襲った。
7月11日夜から12日朝にかけて豪雨が降り、河内川流域で洪水や土砂流出が起こった。最大期間降水量は玄倉で518mm。死者6人・行方不明者3人・負傷者28人・家屋全壊76戸・半壊26戸・床上浸水177戸・床下4,464戸（横浜地方気象台公表）。山崩れは299ヶ所発生している。
東京
7月12日に東京都多摩地域で洪水が発生したとする記録がある。ただ現在東京都の災害履歴には7月15日に上陸した台風6号のものを記載している。伊豆大島の災害記録も台風6号のものである。

### 東北
東北地方は、秋田県北部米代川流域に集中豪雨が襲った。北上した梅雨前線が7日から停滞し、前線が南下する9日朝まで続いた。特に米代川中流域の阿仁川・藤琴川に降雨が集中し、8日夜から9日にかけて流域で堤防越流し浸水被害をだすことになる。最大期間降水量は藤琴村536mm（7日9時から9日9時）。
二ツ井町（現能代市）付近では1.5km近く堤防越流して町内を浸水、また能代市市街地を守る中川原堤防も決壊する。奥羽本線、前山駅、国道7号と軒並み水没し、秋田県北部の交通機関に大打撃を与えた。秋田県内のみの被害状況は、死者・負傷者は幸いにも出なかったが、家屋損壊73戸・半壊78戸・床上浸水3,379戸・床下4,160戸を出している（秋田地方気象台公表）